# Mostaard Wostyn

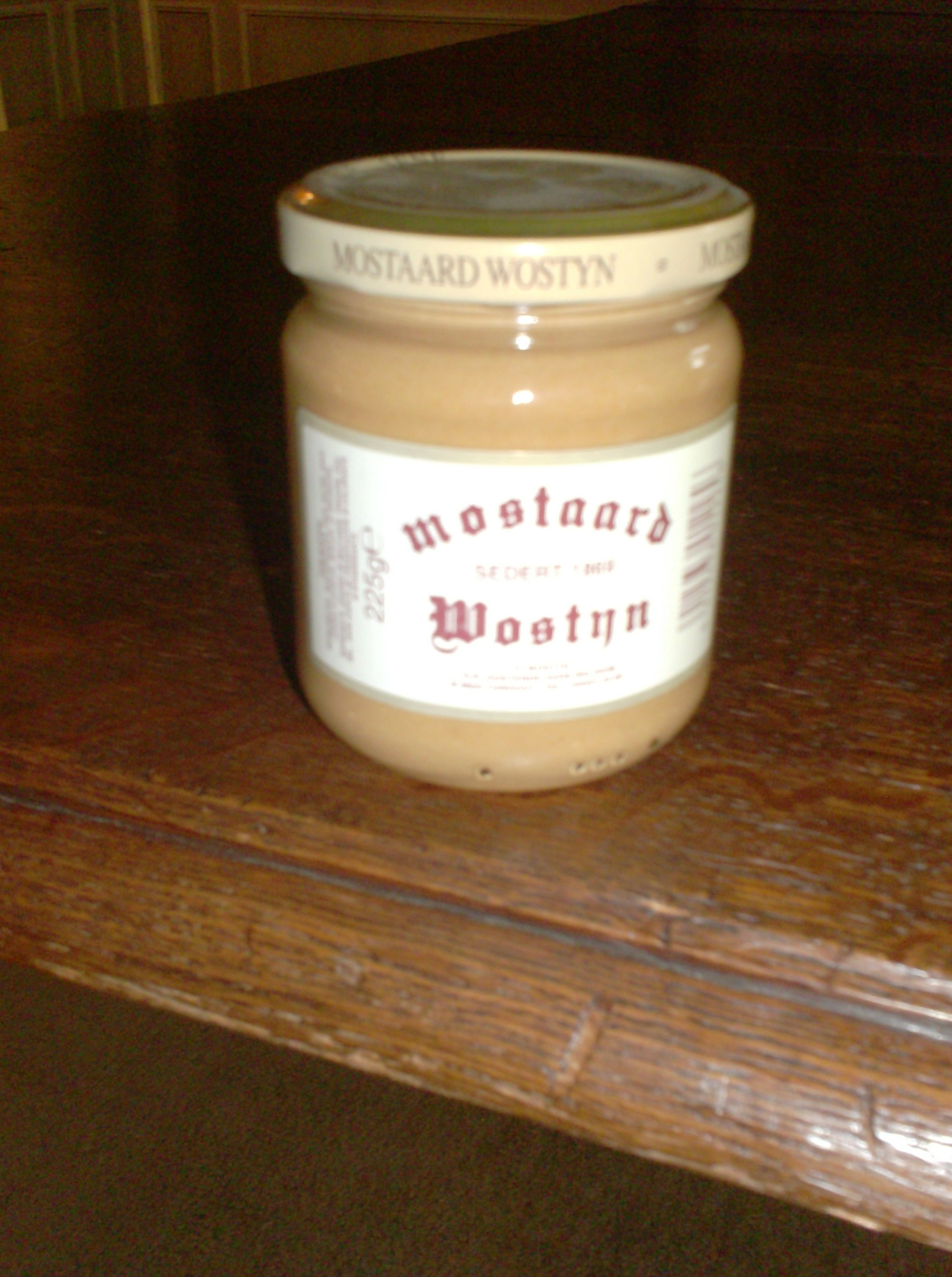
Mostaard Wostyn

Mostaard Wostyn is een fijngemalen mosterd van het Brassica Nigra-mosterdzaad dat wordt geproduceerd door de gelijknamige Belgische firma. Het is een streekproduct uit het West-Vlaamse Torhout. Het wordt al gemaakt sinds 1869.
De firma gaat er prat op om geen kleur-, bind- of bewaarmiddel toe te voegen. Het product wordt verhandeld in België, Frankrijk, Duitsland, Nederland, Verenigd Koninkrijk en Spanje. Het wordt door gerenommeerde restaurants gebruikt in gerechten, zoals het sterrenrestaurant El Bulli.
Ivo-Jacob Wostyn begon in 1869 het bedrijf Mostaard Wostyn. Momenteel is in het bedrijf al de vijfde generatie Wostyn werkzaam. In 2004 besliste de huidige zaakvoerder Piet Wostyn om de productie naar een grotere locatie over te brengen. De winkel bevindt zich in het stadscentrum (Conscienceplein), maar de productie bevindt zich op het industrieterrein van Torhout (Oude Gentweg). Daar bevindt zich ook het Mostaardmuseum, waarin de verschillende aspecten van de mosterdproductie worden getoond.
Met behulp van Mostaard Wostyn worden ook een donkerblond mostaardbier, Wostyntje, een mostaardjenever en een mostaardkoekje gemaakt.